# Ludwig Iwanowitsch Charlemagne
Ludwig Iwanowitsch Charlemagne, auch Ludowik Iwanowitsch Charlemagne und Ludwig Charlemagne-Baudet, (russisch Людвиг (Людовик) Иванович Шарлемань (Боде) Ljudwig (Ljudowik) Iwanowitsch Scharleman (Bode); * 1784 in St. Petersburg; † 4. Novemberjul. / 16. November 1845greg. ebenda) war ein russischer Architekt des Empire, bekannt als Charlemagne II. zur Unterscheidung von seinem älteren Bruder Iossif Iwanowitsch Charlemagne.

## Leben
Charlemagnes Vater Jean Baptiste Charlemagne-Baudet war Bildhauer in Rouen und kam 1777 auf Einladung Katharinas II. nach St. Petersburg. Charlemagne begann 1797 seine Ausbildung zusammen mit seinen Brüdern Iossif, Iwan und Karl an der Kaiserlichen Akademie der Künste. Nach dem Abschluss 1806 mit einer Goldmedaille 2. Klasse arbeitete er als Assistent bei den Architekten Luigi Rusca und Alexander Alexejewitsch Michailow, dem Bruder Andrei Alexejewitsch Michailows.
1820 wurde Charlemagne Architekt des Hofintendanturkontors und führte Umbauten und Reparaturen in den kaiserlichen Palästen in St. Petersburg durch (Jelaginpalast, Winterpalast, Taurisches Palais und andere). Auch gehörten die Vorbereitungen von Leichenbegängnissen für höchste Personen und die Illumination von Schloss Peterhof zu seinen Aufgaben. 1823–1824 baute er die Golowinskaja-Datsche, die eines der besten Holzbauten im Empire-Stil wurde. Für den Palast auf der Kamenny-Insel baute er 1824 die Hauptwache. Nach Projekten Charlemagnes wurden 1826 im Sommergarten das Gusseisen-Gitter an der Moika und 1827 das hölzerne Teehaus errichtet. 1827–1829 baute er die beiden von Grigori Petrowitsch Pilnikow und Carlo Rossi gebauten Datschen an der Krestowki Nabereschnaja 7 zur Datsche Seiner Kaiserlichen Hoheit um. Daneben baute er 1836–1838 die Neue Datsche. Charlemagne wurde zum Kollegienrat ernannt (6. Rangstufe).
Zu Charlemagnes weiteren Bauten gehörten ein Arbeitshaus, ein Waisenhaus, zwei Krankenhäuser und das Institut für Adlige Mädchen in Poltawa (nach dem Generalplan von Alexander Jegorowitsch Staubert). Zusammen mit Pietro Visconti entwickelte er das Projekt für den Bau der Dreifaltigkeitskathedrale in Jekaterinoslaw. Ebenfalls mit Visconti war er an Awraam Iwanowitsch Melnikows Projekt zum Bau der Verklärungskathedrale 1838–1851 in Rybinsk beteiligt.
Charlemagne wurde auf dem lutherischen Teil des Wolkowo-Friedhofs in St. Petersburg begraben.

## Ehrungen
- Orden des Heiligen Wladimir IV. Klasse[2]
- 7 Geschenke, 8 Brillantringe, 4 kaiserliche Gunstbeweise zu verschiedenen Zeiten

## Werke

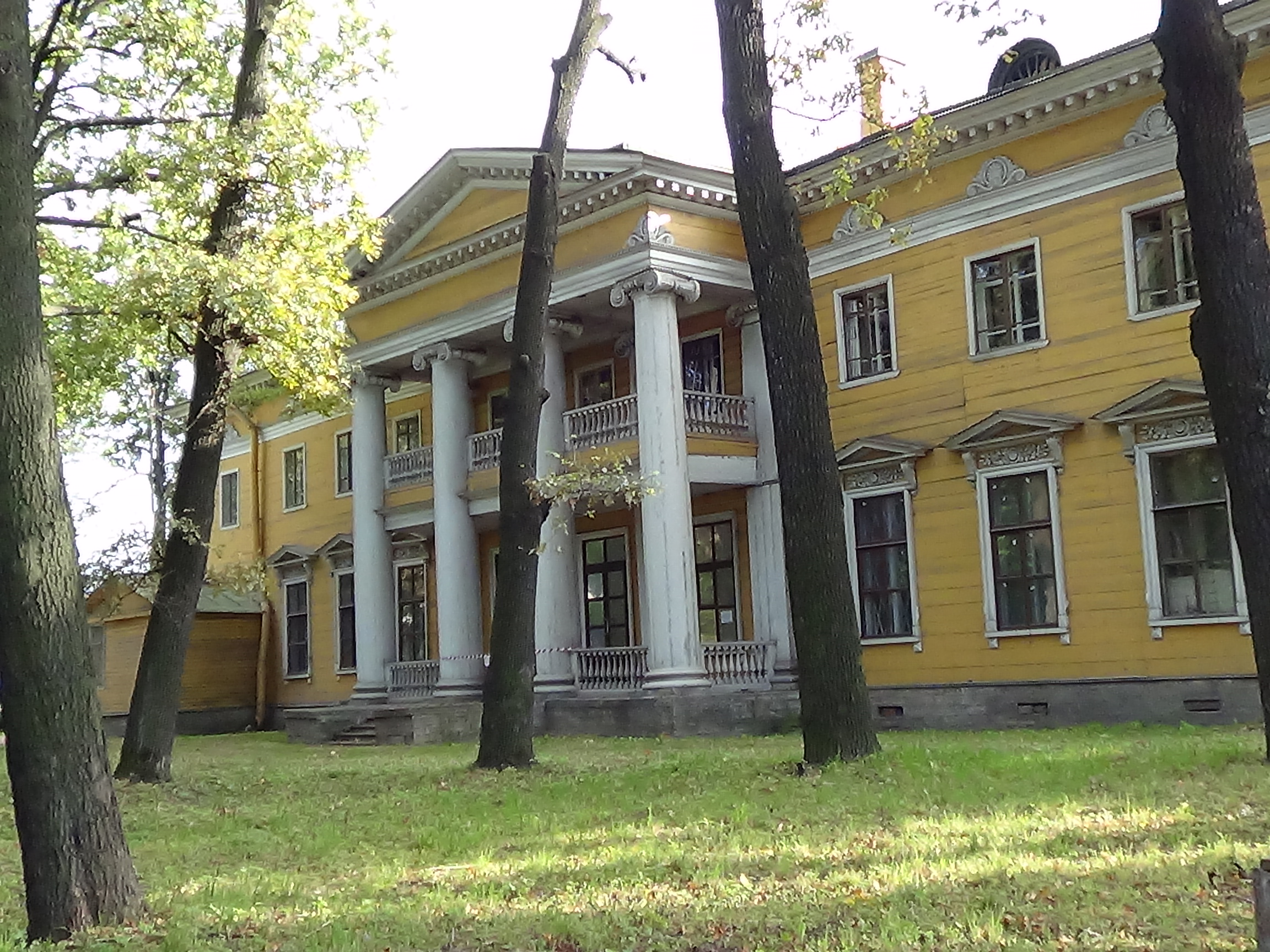
Golowinskaja-Datsche (1823–1824), Wyborgskaja Nabereschnaja 63, St. Petersburg
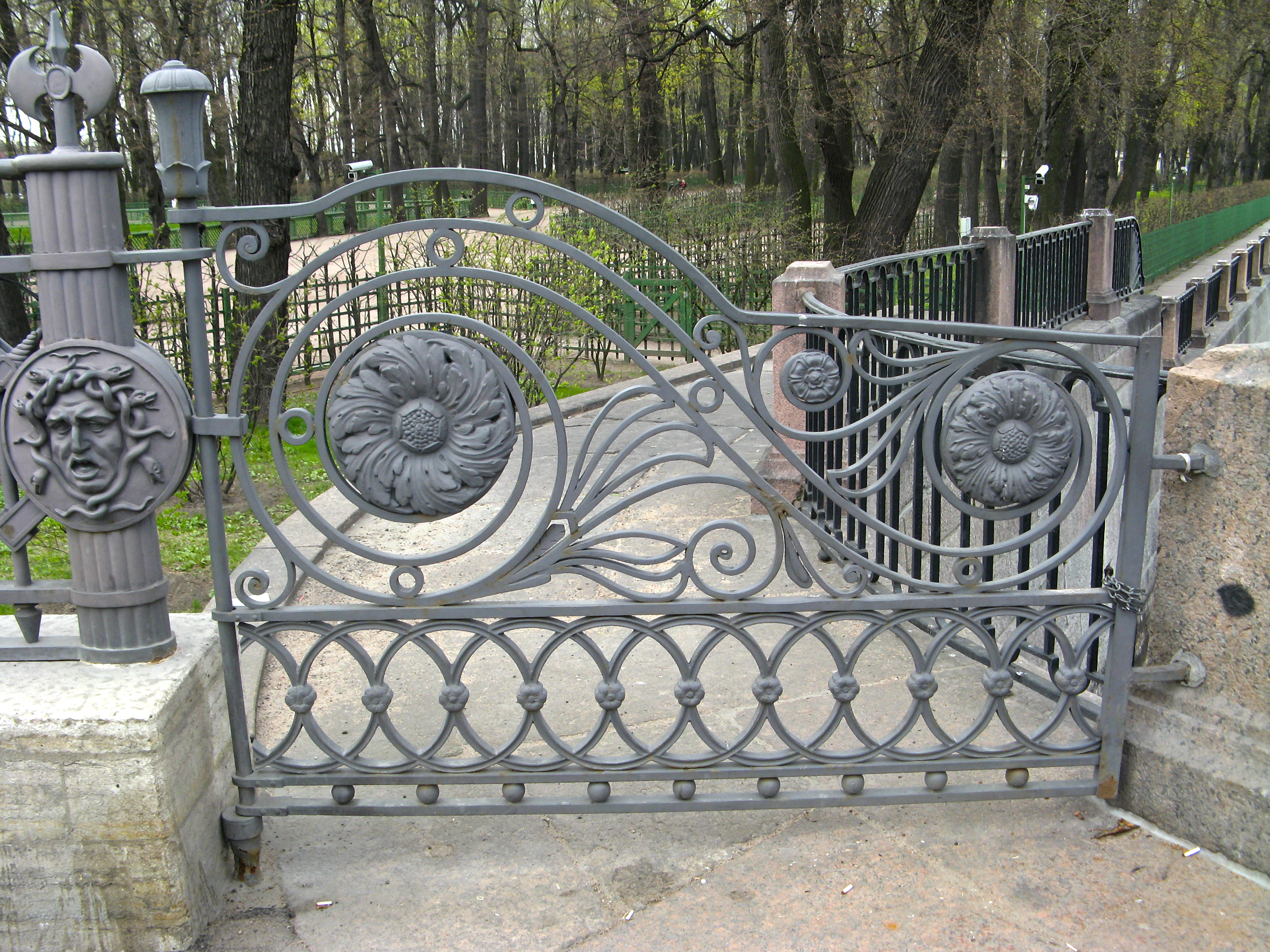
Gusseisen-Gitter (1826), Sommergarten, St. Petersburg
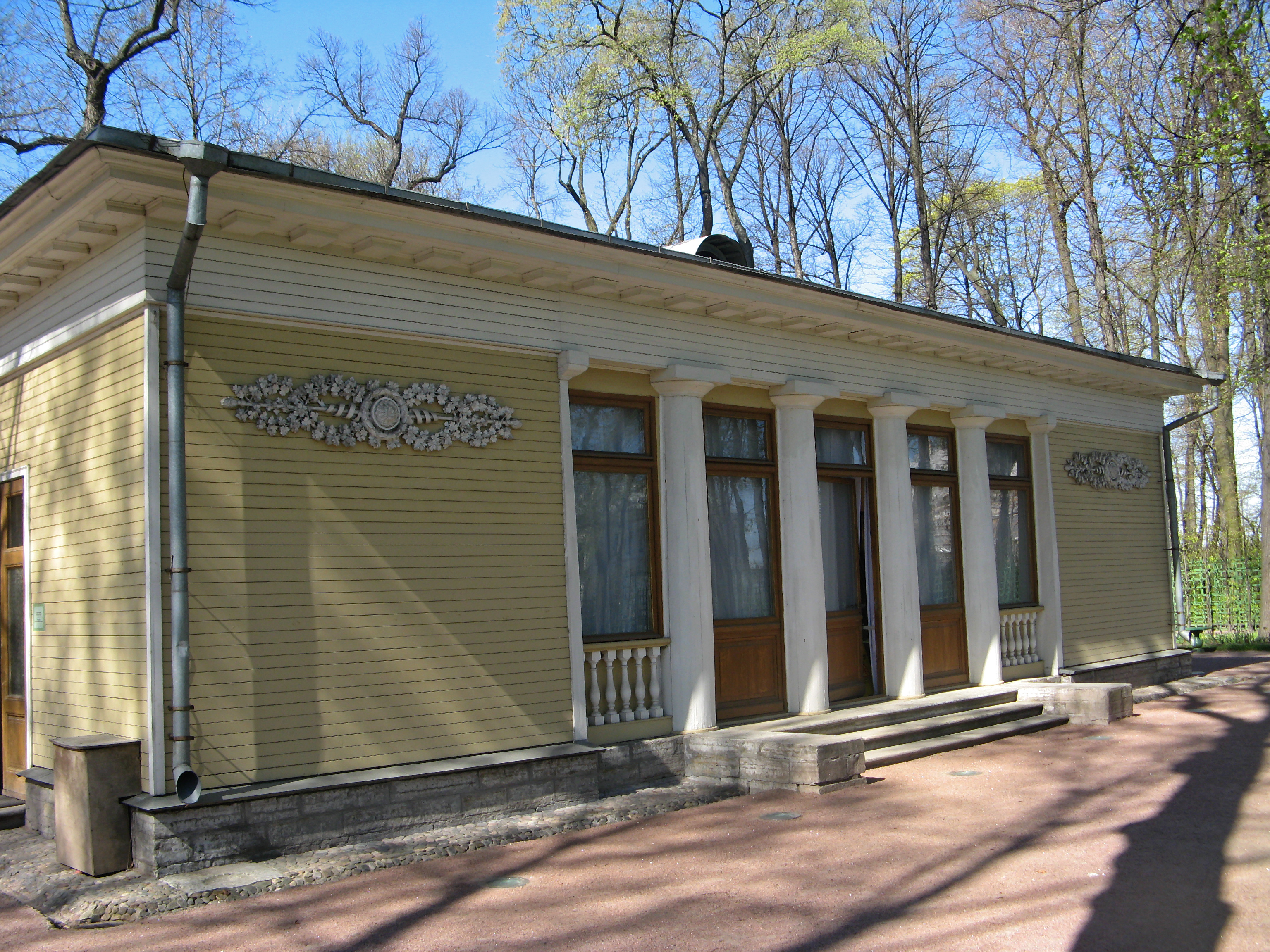
Teehaus (1827), Sommergarten, St. Petersburg
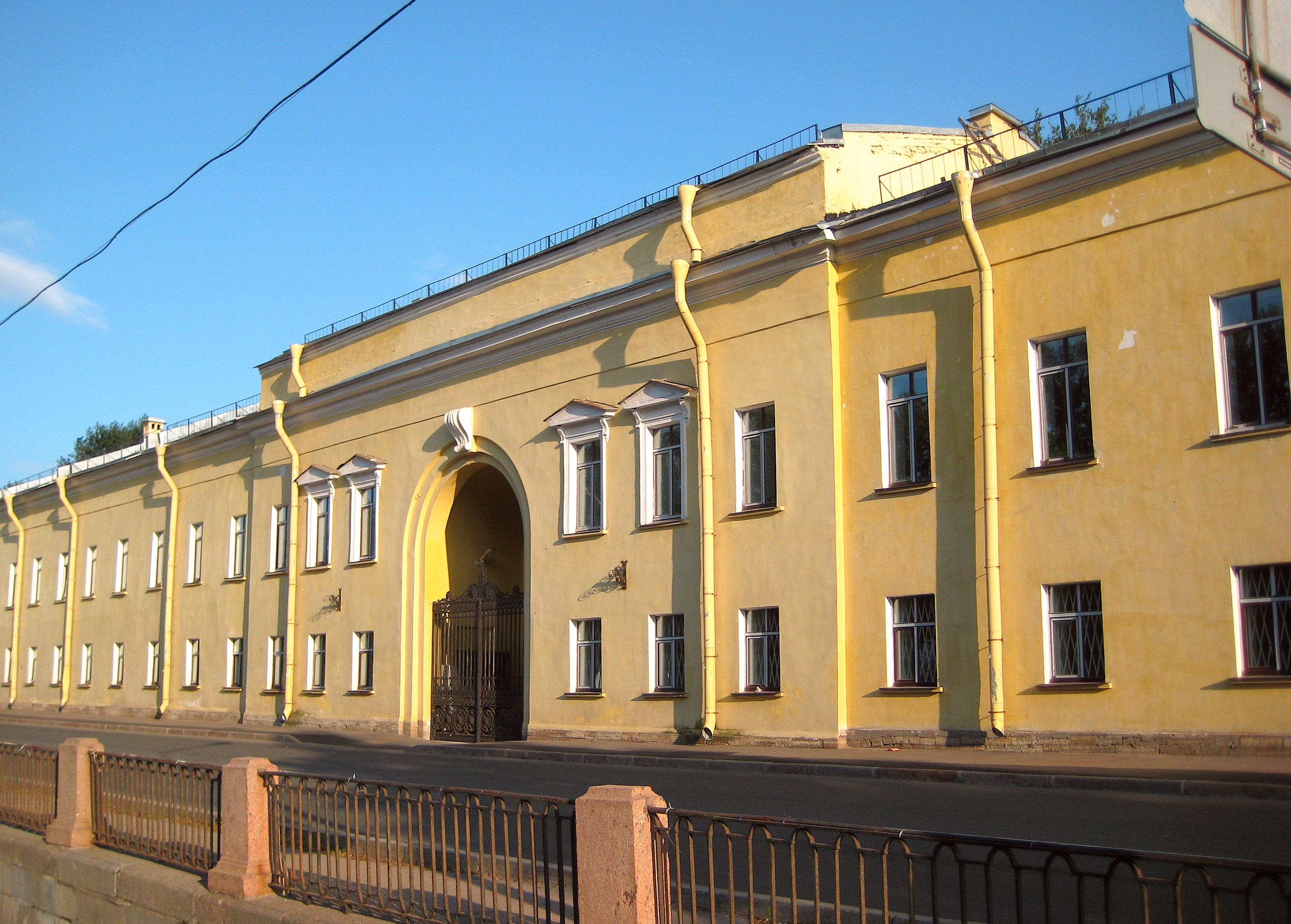
Kalinkinskaja-Krankenhaus (1831–1834), Nabereschnaja Reki Fontanki 166, St. Petersburg
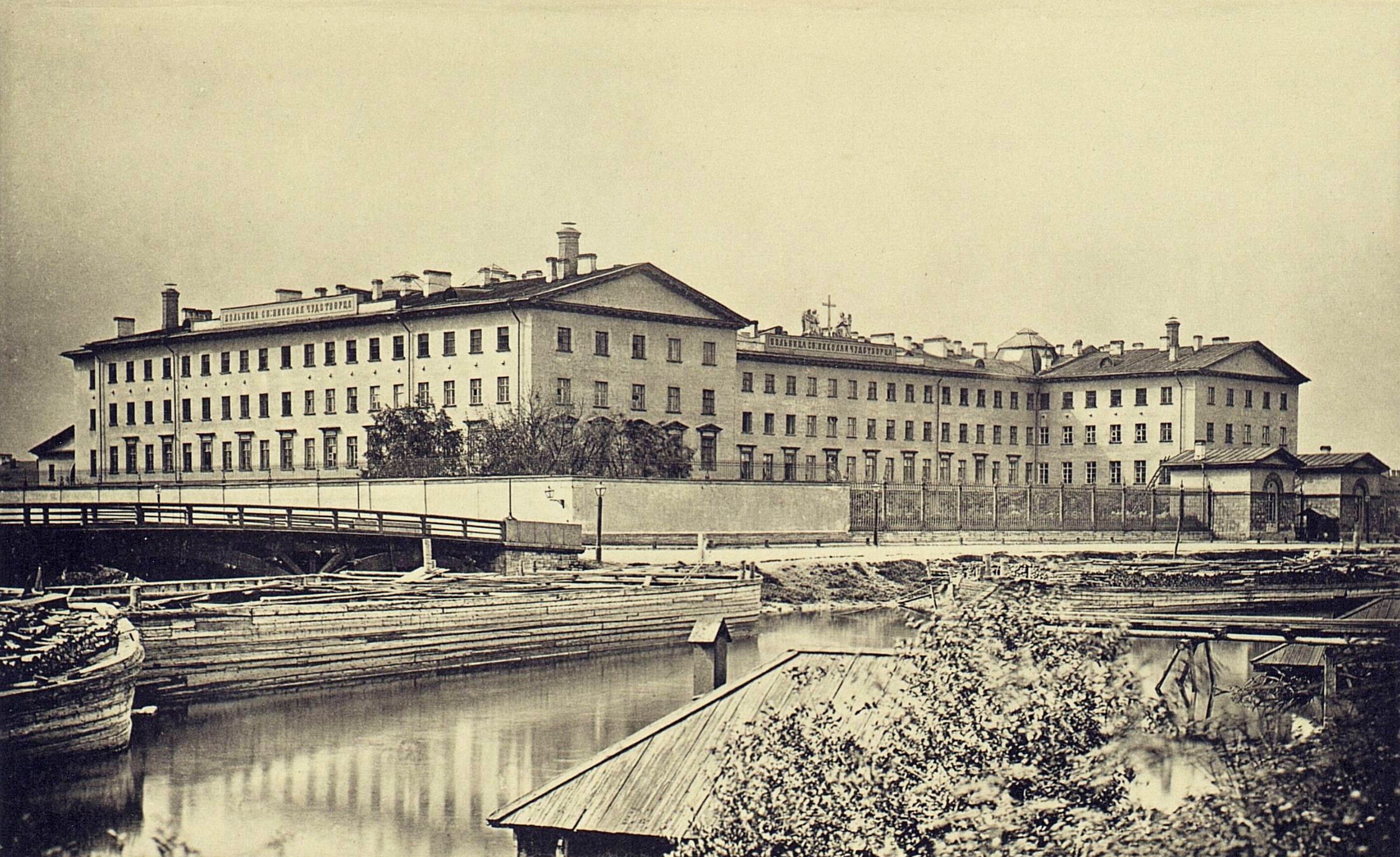
Nikolauskrankenhaus für geistig Behinderte (1832–1836), Nabereschnaja Reki Moiki 126, St. Petersburg
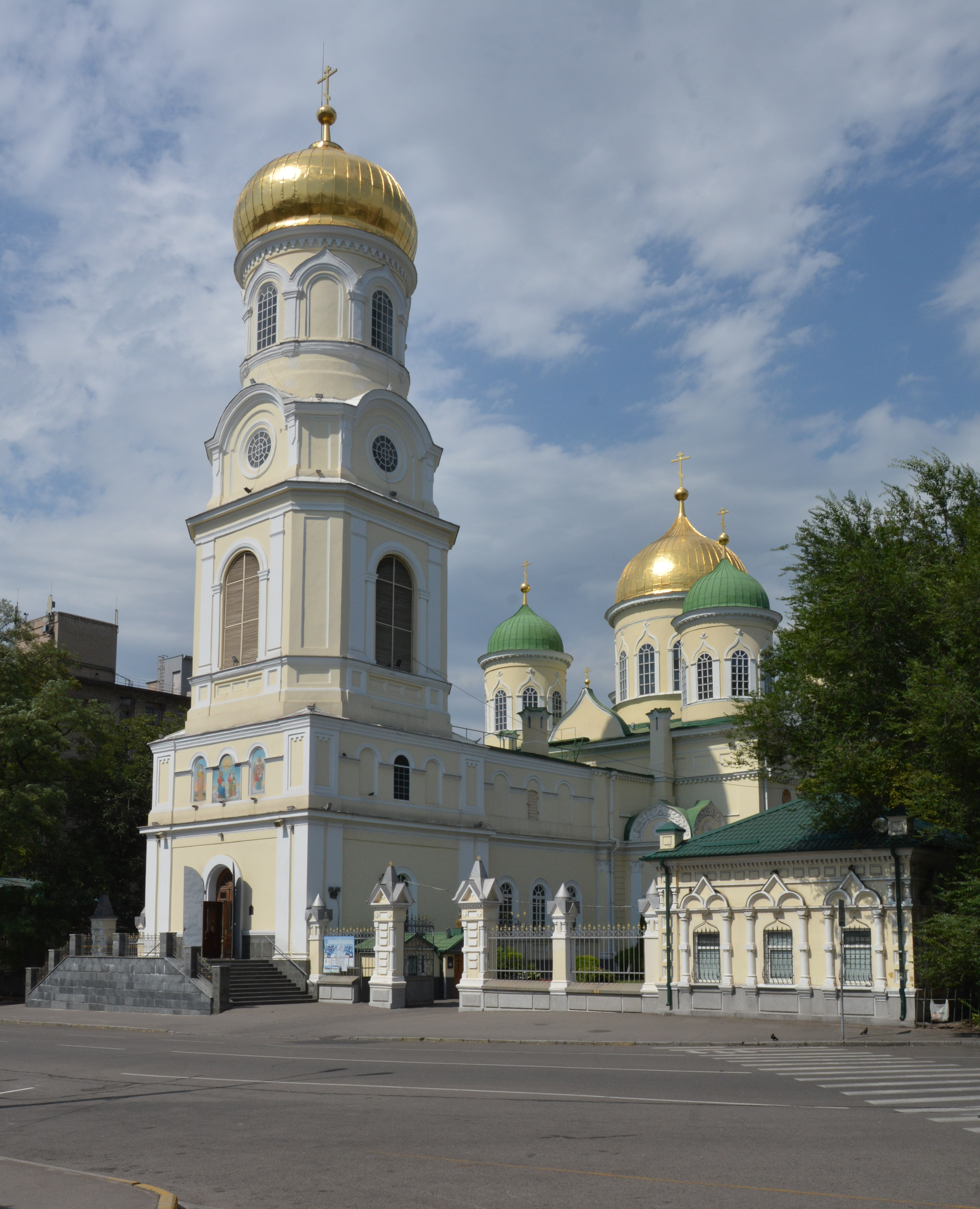
Dreifaltigkeitskathedrale, Jekaterinoslaw
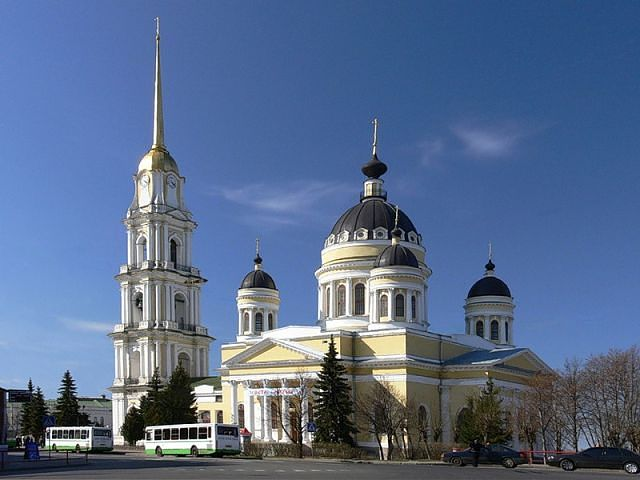
Verklärungskathedrale (1838–1851), Rybinsk